# Johannes Messner
Johannes Messner (* 16. Februar 1891 in Schwaz, Österreich-Ungarn; † 12. Februar 1984 in Wien) war ein österreichischer Theologe, Geistlicher, Rechtswissenschaftler und Nationalökonom.

## Leben
Johannes Messner, Bruder des Komponisten und Domkapellmeisters Joseph Messner, besuchte nach der Volksschule in Schwaz das humanistische Gymnasium Vinzentinum in Brixen, das er 1910 mit der Matura abschloss. Anschließend absolvierte er an der dortigen Katholisch-Theologischen Hochschule ein Studium. Sein Interesse an sozialen Fragen erfuhr während der Studienzeit eine Vertiefung durch die Anregungen, die Messner vom nachmaligen Erzbischof von Salzburg, Sigismund Waitz, empfing.
Am 29. Juni 1914 wurde Messner in Brixen zum Priester geweiht, es folgten mehrere Jahre der Seelsorgstätigkeit als Kooperator in Uderns, Imst, Reutte und Innsbruck. Messner studierte dann 1919 bis 1922 Rechtswissenschaften in Innsbruck und Nationalökonomie in München (1919–1924), was er jeweils mit dem Doktorat abschloss.
Messner war ein bedeutender Berater sowohl des katholischen Episkopates als auch von führenden christlich-sozialen Politikern der Zwischenkriegszeit in Österreich. Von daher rührt auch seine kritische Begleitung des auf der Enzyklika Quadragesimo anno von Papst Pius XI. aufgebauten austrofaschistischen Staats- und Gesellschaftsexperiments der österreichischen Regierung unter Bundeskanzler Engelbert Dollfuß in den Jahren 1933 bis 1938.
Messner ging bereits zu Beginn der Dollfuß-Regierung systematisch auf den Aufbau einer durch ständische Demokratie gestützten berufsständischen Ordnung ein. Dieser Ordnung, die für ihn nicht mit dem Ständestaat als Begriff gleichzusetzen war, widmete er dann ein eigenes Hauptwerk im Jahre 1936: Die Berufsständische Ordnung.
Sein Einfluss auf die neue Verfassung des autoritär regierten Österreich vom 1. Mai 1934 wird nicht nur durch die Freundschaft mit Dollfuß belegt, sondern auch durch das Fehlen des Begriffes Ständestaat in derselben, obwohl die Heimwehr und andere Kräfte diesen Begriff favorisiert hatten. Messner verteidigte diesen seinen Sozialrealismus immer wieder gegen faschistoide Spann-Anhänger und erwies damit Dollfuß und dessen Nachfolger Kurt Schuschnigg einen großen Dienst. Diese jedoch konnten durch Ermordung (Dollfuß) und Okkupation (Schuschnigg) nicht mehr beweisen, dass ihr berufsständisches Experiment wirklich offen war für demokratische Entwicklungen, nicht nur im formalen Sinn.
Höhepunkt des gesellschaftspolitischen Wirkens Messners in der Zwischenkriegszeit waren drei Stationen:
- die offizielle Vertretung des österreichischen Bundeskanzlers Dollfuß am 30. April 1934 (Dollfuß war wegen der am 1. Mai zu proklamierenden Verfassung ausgefallen) mit dem Referat Der Staatswille des katholischen Österreich
- sein Dollfußbuch 1935 nach der Ermordung des von Messner als heiliger Führer Glorifizierten
- die Herausgabe der Monatschrift für Kultur und Politik im Auftrag von Bundeskanzler Schuschnigg von 1936 bis 1938

Nach seiner Habilitation berief ihn die Universität Wien 1935 außerdem zum Außerordentlichen Professor für Ethik und Sozialwissenschaften. 1938 verlor Messner durch den Anschluss Österreichs seine Professur, da er im Dollfußbuch sehr klar gegen Adolf Hitler Stellung bezogen hatte.
Er floh über die Schweiz nach England, wo er im von Kardinal John Henry Newman gegründeten Oratorium in Birmingham Aufnahme fand. Die Jahre in England hatten wichtige Auswirkungen auf das Denken Messners. 1949 erschien, zunächst auf Englisch, das Werk Social Ethics (deutsche Fassung: Das Naturrecht), mit einer umfassenden Übersicht über alle Bereiche des gesellschaftlichen, politischen und wirtschaftlichen Lebens. Messner entwickelt zunächst das Kriterium der Sittlichkeit auf der Grundlage der erfahrungsbezogenen Existenzanalyse des Menschen. Zentral ist der Begriff der wesenhaften, existenziellen Lebenszwecke.
Messner nahm seine Lehrtätigkeit 1949 in Wien wieder auf, aber nur für jeweils ein Studiensemester im Jahr. Die Möglichkeit zur Weiterarbeit im Oratorium Kardinal Newmans in Birmingham nutzte er bis 1965. Die Möglichkeit, 1948 als Nachfolger von Franz Hitze und Heinrich Weber auf den berühmten Lehrstuhl für Christliche Gesellschaftslehre an die Universität Münster berufen zu werden, lehnte er wegen der Fertigstellung seines grundlegenden Werkes über das „Naturrecht“ und im Hinblick auf seine bevorstehende Berufung nach Wien ab. Messner verfasste umfangreiche Abhandlungen: die Kulturethik (1954) und die Ethik (1955). Im Herbst 1962 wurde Messner emeritiert. Am 12. Februar 1984 starb Johannes Messner in Wien. Beigesetzt ist er in Schwaz.

## Preise und Auszeichnungen
- 1971: Kardinal-Innitzer-Preis (Großer Preis)
- 1968: Österreichisches Ehrenzeichen für Wissenschaft und Kunst
- 1972: Ehrenring der Stadt Wien
- 1976: Ehrendoktorwürde von der Universität Salzburg verliehen
- 1980: Kardinal Bea-Preis von der Internationalen Stiftung Humanum verliehen

## Seligsprechungsprozess
Am 31. Oktober 2002 wurde der Seligsprechungsprozess für den Priester und Wissenschaftler Johannes Messner durch den Erzbischof von Wien, Kardinal Christoph Schönborn, eröffnet. Seit 30. November 2015 wird das Verfahren zur Seligsprechung nicht weiterverfolgt, da laut Dekret zur Sistierung der Causa von Kardinal Christoph Schönborn „zumindest ein wesentliches Element“ für die Weiterführung des Verfahrens nicht gegeben ist: „eine umfangreiche, kontinuierliche und anhaltende Verehrung des Dieners Gottes in der Erzdiözese Wien“.

## Wirken
Um die Förderung des von Johannes Messner repräsentierten wissenschaftlichen Anliegens (er gilt als Gründer der „Wiener Schule“ des Naturrechts) und der von ihm ausgegangenen spirituellen Impulse bemüht sich die „Johannes-Messner-Gesellschaft“.
Wissenschaftlich setzten bzw. setzen sich u. a. besonders folgende Personen mit seinem Denken auseinander: Rudolf Weiler, Alfred Klose, Herbert Schambeck, Wolfgang Schmitz, Johannes Michael Schnarrer, Herbert Pribyl.

## Veröffentlichungen (Auswahl)
- Soziale Frage und soziale Ordnung. Tatsachen und Prinzipien, 1928
- Sozialökonomik und Sozialethik. Studie zur Grundlegung einer systematischen Wirtschaftsethik, 1929
- Der Weg des Katholizismus im 20. Jahrhundert, 1929
- Um die katholisch-soziale Einheitslinie. Mit einem Geleitw. von Sigmund Waitz, 1930
- Die soziale Frage der Gegenwart. Eine Einführung, 1934
- Dollfuss, 1935
- Die soziale Frage. Eine Einführung 5., durchgearb. u. erw. Aufl., 1938
- Die Teleologie in O. Spanns "Fundament der Volkswirtschaftslehre", 1947
- Das Naturrecht. Handbuch der Gesellschaftsethik, Staatsethik und Wirtschaftsethik, 1950 (8. Auflage, Duncker & Humblot, Berlin 2018, ISBN 978-3-428-85576-6)
- Das unbefleckte Herz. Litanei und Betrachtungen nach Kardinal J. H. Newman und M. Jos. Scheeben, 1950
- Widersprüche in der menschlichen Existenz. Tatsachen, Verhängnisse, Hoffnungen, 1952
- Kulturethik. Mit Grundlegung durch Prinzipienethik und Persönlichkeitsethik, 1954
- Das englische Experiment des Sozialismus. Auf Grund ökonomischer Tatsachen und sozialistischer Selbstzeugnisse dargestellt, 1954
- Ethik. Kompendium der Gesamtethik, 1955
- Das Wagnis des Christen, 1960
- Der Funktionär. Seine Schlüsselstellung in der heutigen Gesellschaft, 1961
- Das Gemeinwohl. Idee, Wirklichkeit, Aufgaben, 1962
- Der Eigenunternehmer in Wirtschafts- und Gesellschaftspolitik, 1964
- Du und der andere. Vom Sinn der menschlichen Gesellschaft, 1969
- Ethik und Gesellschaft. Aufsätze 1965 - 1974, 1975
- Marxismus, Neomarxismus und der Christ, 1975
- Klassenkampf oder Sozialpartnerschaft?, 1976
- Die weltanschaulichen Positionen in der Auseinandersetzung von heute, 1977
- Entwicklungshilfe und neue Weltwirtschaftsordnung, 1978
- Der Staat, 1978
- Kurz gefaßte christliche Soziallehre, 1979
- Die Magna Charta der Sozialordnung. 90 Jahre Rerum novarum, 1981
- Ausgewählte Werke, 6 Bde., 2001–2004